# Ночной патруль (фильм, 1957)
«Ночно́й патру́ль» — советский художественный фильм, снятый в 1957 году режиссёром Владимиром Сухобоковым. 
В одной из главных ролей снялся советский актёр и певец Марк Бернес.
Один из первых советских детективных фильмов на тему борьбы с теневой экономикой.

## Сюжет
У бухгалтера оптовой базы суконных тканей Никифорова (Евгений Гуров) не сходится баланс. Он начинает выяснять причину, находит нарушения при распределении товара в магазин № 6 и сообщает об этом директору базы. Бухгалтер не может даже предположить, что организатор незаконной махинации и есть его непосредственный начальник, ведущий двойную жизнь. Лишь немногим он известен не как директор оптовой базы Казимир Антонович Нежук, а как неуловимый уголовник  по кличке Барон (Григорий Кириллов). Один из этих немногих — бывший «медвежатник» (взломщик сейфов) по кличке Огонёк (Марк Бернес). После долгих лет, проведённых вдали от Родины, он возвращается в СССР и, решив завязать с преступным прошлым, идёт сдаваться комиссару милиции Ивану Прокофьевичу Кречетову (Лев Свердлин), который когда-то и отправил его в места не столь отдалённые.
Бухгалтер собирается отнести своё расследование в милицию, но ночью база подвергается ограблению, а вместе с деньгами из сейфа пропадает и папка с расчётами. Расстроенный бухгалтер с трудом восстанавливает утраченное и тем самым подписывает себе смертный приговор. Расследование убийства осложняется, с одной стороны, любовной связью между капитаном ОБХСС Соболевым (Юрий Киреев) и участницей преступной группы (Татьяна Окуневская), а с другой — тем, что невеста одного из ведущих дело следователей, лейтенанта Касьянова (Вадим Грачёв), — дочь убитого бухгалтера (Валентина Ушакова)…

## В ролях
- Лев Свердлин — Иван Прокофьевич Кречетов, комиссар (генерал) милиции
- Марк Бернес — Павел Васильевич Обручев, он же Огонёк, он же матрос-эмигрант Майкл Рестон
- Вадим Грачёв — Александр Касьянов, лейтенант милиции
- Валентина Ушакова — Таня Никифорова, невеста Касьянова
- Владимир Андреев — Алексей Никифоров, сын бухгалтера
- Евгений Гуров — Сергей Иванович Никифоров, главный бухгалтер оптовой базы № 3
- Евгений Буренков — Дмитрий Крылов, каменщик, бывший вор
- Юрий Киреев — Соболев, капитан милиции
- Григорий Кириллов — Казимир Антонович Нежук, директор оптовой базы № 3, он же уголовник Барон
- Владимир Владиславский — Клавдий Фёдорович Волобуев
- Татьяна Окуневская — Раиса Копницкая, певичка из ресторана, «племянница» Барона
- Степан Бубнов — Бугров, шофёр
- Сергей Филиппов — Семён Григорьевич Ползиков, директор магазина № 6 «Ткани»
- Зоя Фёдорова — Марфа Потаповна, жена Нежука
- Алексей Ванин — дорожный мастер
- Татьяна Гурецкая — Мария Кречетова
- Виктор Маркин — Петров, лейтенант милиции
- Евгений Весник — растратчик
- Исай Гуров — капитан
- Виктор Колпаков — сторож
- Алексей Алексеев — Субботин, майор
- Михаил Бочаров — Михелев, участковый милиционер
- Людмила Чернышева — Пелагея Петровна Никифорова
- Анатолий Мягких — Максимов, старшина милиции
- Виктор Рождественский — Митрохин, дежурный по городу капитан милиции (нет в титрах)
- Алексей Петроченко — тренер
- Владимир Прохоров
- Виктор Щеглов — директор автобазы

## Песни
В фильме звучат следующие песни:
- «Загубили, гады, загубили» (исполняет Зоя Фёдорова)
- «Проходит юность, не проходит любовь» (А. Эшпай — Я. Хелемский)
- «Песня о Родине» (А. Эшпай — Л. Ошанин, исполняет Марк Бернес)

## Съёмочная группа
- Сценарий: Михаил Маклярский, Лев Шейнин
- Режиссёр: Владимир Сухобоков
- Операторы: Маргарита Пилихина, Василий Дульцев
- Композитор: Андрей Эшпай
- Директор фильма: Владимир Марон
- Художник-постановщик: Людмила Безсмертнова.

## Технические данные
- СССР, Киностудия им. М. Горького, 1957 год, чёрно-белый, 101 минута[2].
- Премьера: 16 декабря 1957 года.
- Лидер проката (1957, 3 место) — 36,42 млн зрителей.